# Pierre Hébert (humoriste)
Pour les articles homonymes, voir Pierre Hébert et Hébert.
Pierre Hébert est un humoriste, auteur et un acteur québécois. Il est principalement connu pour le rôle de Pierre dans la série télévisée VRAK la vie de la chaîne VRAK.TV, dont il est co-concepteur et auteur principal.

## Biographie

### Débuts
Après avoir terminé un baccalauréat en psychologie. Il est admis à l'École nationale de l'humour et obtient son diplôme en création humoristique en 2005. En 2008, son personnage de Renaud, inspiré d'un personnage du même nom de la série télévisée Annie et ses hommes lui vaut le titre de Révélation au festival Juste pour rire. La même année, il participe à l'écriture du Bye Bye 2008 au côté de Louis Morissette, François Avard et Jean-François Mercier.
En 2010, il décroche le trophée Découverte de l'année au gala Les Olivier. L'année suivante, il présente son premier one-man-show intitulé Mon premier spectacle, écrit en collaboration avec Francois Avard.
En 2016, Hébert lance une campagne importante afin de faire la promotion de son 2e spectacle Le goût du risque. D'une durée de 48h, la campagne publicitaire humoriste mystère met en vente des billets au coût de 20 $ sans dévoiler le nom de l'humoriste qui sera à l'affiche. La campagne permet d'écouler plus de 90% des billets de spectacle d'Hébert pour l'année 2017.
On peut également entendre la voix d'Hébert sur les ondes radio d'NRJ.
Il a fait une apparition sur le podcast 5@7 avec les animatrices, Jessica Roux et Rose-Marie Santerre.

### Carrière à la télévision
En parallèle à sa carrière d'humoriste, Hébert est très actif au petit écran. Il doit une grande partie de son succès populaire à l'émission à sketchs VRAK la vie diffusée de 2009 à 2015, dont il a développé le concept et est l'un des principaux auteurs et au sein de laquelle il incarne le personnage de Pierre, le chef de la gang .
En 2011 il anime l'émission Remise à neuf. Depuis 2015, Hébert joue dans Madame Lebrun sur Super Écran, dans lequel il incarne le personnage de Bruno, le fils de Madame Lebrun. Depuis 2015, il est l'animateur de Gang de malades, une émission de caméra cachée : avec l'aide de personnes handicapées, il piège les passants.

## Vie privée
La conjointe de Pierre Hébert est atteinte de la maladie de Crohn. Le couple a trois enfants dont deux biologiques, une fille prénommée Agnès née en 2014 et un fils prénommé Alfred né en 2017. Ils ont aussi adopté la filleule de Pierre prénommée Rosalie le 16 septembre 2018 alors âgée de 16 ans.
Il est le neveu du comédien François L'Écuyer.

## Carrière

### Télévision
- 2009-2015 : VRAK la vie saison 1 à 6, (Fairplay) : Pierre
- 2010-2012 : Remise à neuf, (Attraction Images), animateur
- 2010-2013 : Un gars le soir 1 et 2, (Avanti Ciné Vidéo), collaborateur (nobody)
- 2011 : Les 5 prochains, (Avanti Ciné Vidéo), humoriste
- 2013-2014 : Le Grand jeu des animaux, (Attraction Images), animateur
- 2015-2016 : Madame Lebrun : Bruno Lebrun
- 2018-... : Ceci n'est pas un talk-show, (KOTV), animateur
- 2019- : Madame Lebrun : Bruno Lebrun
- 2021- : Question de jugement (KOTV). animateur
- 2022 : Les petits tannants[7]

### Spectacles
- 2011-2014 : Premier spectacle, (Avanti Présente)
- 2012 : Dieu Merci! Le spectacle, (Salvail & Co.), animateur
- 2016-2020: Le goût du risque, (Avanti Présente)

### Auteur
- 2004-2008 : R-Force, (Vrak TV), auteur
- 2008 : Gala des 20 ans de l'École nationale de l'humour, (É.N.H.), auteur
- 2008 : Gala des prix Gémeaux, (Radio-Canada), auteur
- 2008 : Bye Bye 2008, (Novem Productions), auteur
- 2009 : Vu d'même - Sylvain Larocque, (Juste pour rire), auteur
- 2009-2015 : Vrak la vie, (Fairplay), concepteur, script-éditeur, auteur

### Prix et nominations
- 2008 : Prix Révélation, Festival Juste pour rire
- 2010 : Auteur de l'année (spectacle de Sylvain Larocque), Gala des Olivier
- 2010 : Découverte de l'année, Gala des Olivier
- 2012 : Nez d'or, Coup de cœur du  Le Grand Rire de Québec
- 2013 : Meilleure émission jeunesse - Vrak la Vie, KARV
- 2014 : Meilleure émission jeunesse - Vrak la Vie, KARV
- 2015 : Prix Charlot - Procès d'Éric Salvail[8], ComediHa! Fest-Québec
- 2017 : Billet d'Or - Spectacle Le goût du risque, ADISQ
- 2017 : Spectacle d'humour de l'année Le goût du risque, Gala des Olivier

### Radio
- 2012-2013 : Y'a de ces matins, (NRJ), animateur (été)
- 2015- ... : Véronique et les fantastiques, (Rouge FM), collaborateur
- 2022 : COMPLÈTEMENT MIDI!, (Rouge FM)